# Крем шибуст
 Крем шибуст  (фр. Crème chiboust) — ванильный крем (заварной), со взбитыми белками (безе). Это начинка для торта Сент-Оноре, предположительно созданная в 1847 году кондитером М. Шибустом из кондитерской, которая находилась на парижской улице Rue Saint-Honoré. Также используется для начинки пирожных, таких как шу или релижьёз. Иногда его называют «Крем Сент-Оноре».
Рецепт, приведенный Жюлем Гуффе в книге Le Livre De Patisserie, начинается с постепенного добавления муки и молока к яичным желткам, нагревания смеси и затем осторожного добавления меренги (безе).
Часто добавляют желатин. Крем-шибуст можно ароматизировать ванилью, апельсиновой цедрой, ликёрами, корицей.